# لرز (پزشکی)

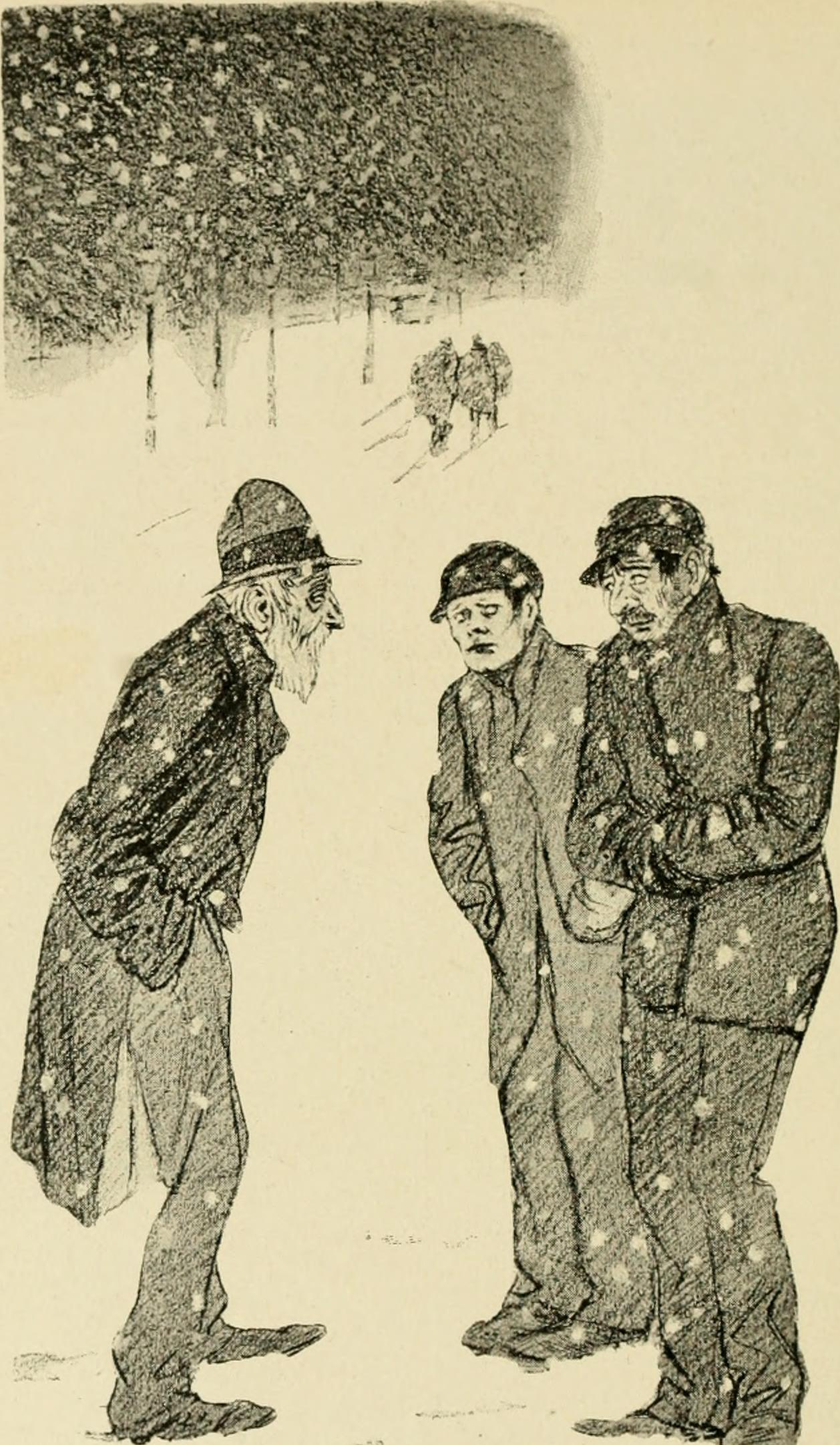
لرز احساس سردی است

لرز احساس سردی است که در هنگام تب بالا رخ می‌دهد، اما گاهی نیز یک علامت شایع است که به تنهایی در افراد خاص رخ می‌دهد. لرز در طول تب به دلیل آزاد شدن سیتوکین‌ها و پروستاگلاندین‌ها به عنوان بخشی از پاسخ التهابی رخ می‌دهد که نقطه تنظیم دمای بدن را در هیپوتالاموس افزایش می‌دهد. افزایش نقطه تنظیم باعث افزایش دمای بدن (تب) می‌شود، اما باعث می‌شود بیمار تا رسیدن به نقطه تنظیم جدید احساس سرما یا لرز کند. لرزه نیز همراه با لرز رخ می‌دهد زیرا بدن بیمار در طی انقباض عضلانی در تلاشی فیزیولوژیک برای افزایش دمای بدن تا نقطه تنظیم جدید، گرما تولید می‌کند. هنگامی که با تب بالا همراه نباشد، معمولاً یک لرز خفیف است.
گاهی یک لرز با قدرت متوسط و مدت کوتاه ممکن است در طول ترس اتفاق بیفتد، که معمولاً با لرزش یا گیجی تعبیر می‌شود. لرز شدید همراه با لرز شدید، سخت‌ناکی نامیده می‌شود.

## دلایل
لرز معمولاً در اثر بیماری‌های التهابی مانند آنفولانزا ایجاد می‌شود. در عفونت‌های مجاری ادراری نیز شایع است. مالاریا یکی از دلایل رایج لرز و تشنج است. در مالاریا، انگل‌ها وارد کبد می‌شوند و در آنجا رشد می‌کنند و سپس به گلبول‌های قرمز حمله می‌کنند که باعث پارگی این سلول‌ها و ترشح ماده سمی هموزویین می‌شود که هر ۳ تا ۴ روز یک بار باعث عود لرز می‌شود. لرز گاهی در افراد خاصی تقریباً همیشه و با قدرتی جزئی اتفاق می‌افتند یا در یک فرد به‌طور کلی سالم کمتر اتفاق می‌افتد.